# Erikson Noguchipinto
Erikson Noguchipinto (japanisch ノグチピント・エリキソン Noguchipinto Erikson; * 27. Januar 1981 in Rio de Janeiro) ist ein ehemaliger japanischer Fußballspieler mit brasilianischen Wurzeln.

## Karriere
Noguchipinto erlernte das Fußballspielen in der Schulmannschaft der Teikyo High School. Seinen ersten Vertrag unterschrieb er 2001 bei den Ōita Trinita. Der Verein spielte in der zweithöchsten Liga des Landes, der J2 League. 2002 wurde er an den Ligakonkurrenten Sagan Tosu ausgeliehen. 2003 kehrte er zum Erstligisten Ōita Trinita zurück. Im April 2003 erlangte Noguchipinto dann die japanische Staatsbürgerschaft. 2004 wechselte er zum Ligakonkurrenten Kashiwa Reysol. Am Ende der Saison 2005 stieg der Verein in die J2 League ab. 2007 wechselte er zum Ligakonkurrenten Avispa Fukuoka. Danach spielte er bei den Valiente Koriyama, AC Nagano Parceiro, Samut Songkhram FC, PTT Rayong FC und Ayutthaya FC. Ende 2014 beendete er seine Karriere als Fußballspieler.

## Auszeichnungen
Thai Premier League Division 1
- Torwart des Jahres: 2013